# Càmera rostrum
La càmera rostrum és un tipus de càmera cinematogràfica muntada sobre un aparell que permet la filmació d'objectes o imatges fixes i que té la capacitat de moure tant el subjecte com la càmera, en augment.
Aquest aparell emprat en realitzacions televisives o cinematogràfiques consisteix en una plataforma on és situat l'objecte a filmar i en una columna on és situada la càmera, per sobre de l'element a fotografiar i que es pot moure verticalment. A més, és recomanable l'acoblament de dues làmpades, que poden ser LED, als costats del treball, col·locades en un angle de 45° per proporcionar una llum uniforme. L'estructura del dispositiu permet l'operador que l'està utilitzant modificar lliurement tant la posició de l'objecte de la plataforma inferior com la càmera.
Hi ha càmeres més avançades, controlades per ordinador i que permeten fer moviments tridimensionals i tenen un control de zoom, de l'enfocament i de l'obertura.
El mètode d'exposició de la pel·lícula és diferent del d'una càmera cinematogràfica normal. Aquest mètode fixa la pel·lícula el temps necessari perquè la imatge exterior sigui exposada completament. El negatiu o fotograma es manté fix, no passa al següent, encara que la càmera es vagi movent al voltant de l'objecte. Això permet la introducció de múltiples tècniques com els travelling mattes, les exposicions múltiples, la superposició de títols, etc.